# Linea Tōgane

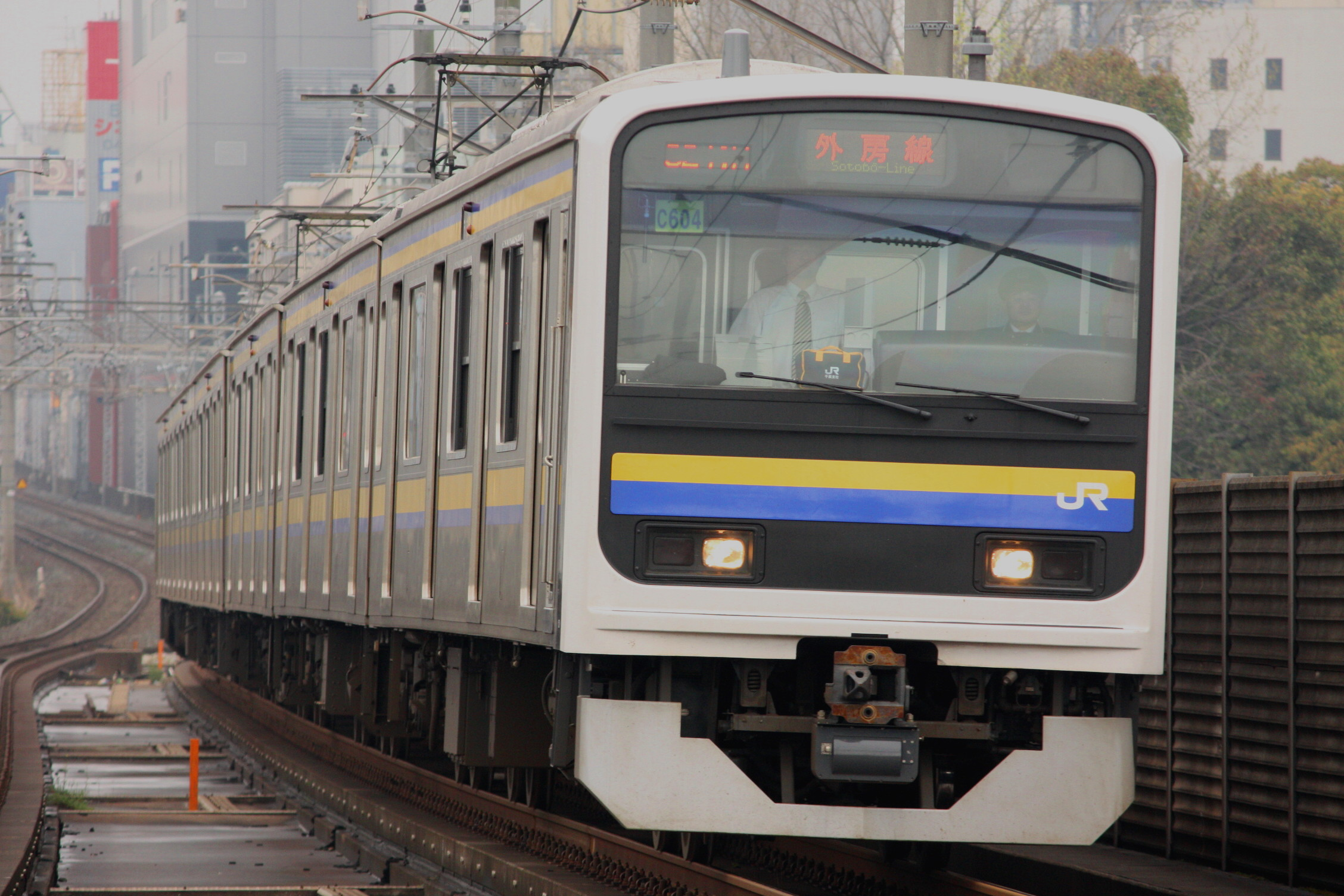
Un treno della serie 209-2000

La linea Tōgane (東金線?, Tōgane-sen), è una linea ferroviaria giapponese a scartamento ridotto a carattere ragionale nella prefettura di Chiba. I capolinea della ferrovia sono le stazioni di Ōami e Narutō, rispettivamente nella cittadina di Ōamishirasato e nella città di Sanmu.

## Servizi
Alcuni treni provengono o sono diretti da/a Chiba via la linea Sotobō. Ogni mattina un treno rapido pendolari parte da Narutō per raggiungere Tokyo attraverso le linee Sotobō e Keiyō, mentre la sera compie lo stesso tragitto all'inverso.

## Stazioni
- Tutte le stazioni sono all'interno della prefettura di Chiba.
- I treni rapidi e i rapidi pendolari fermano in tutte le stazioni all'interno della linea Tōgane.
- I treni possono incrociarsi dove presenti i simboli "◇", "∨", "∧"; ciò non è possibile in presenza di "｜".

| Stazione   | Giapponese | Distanza | Distanza | Collegamenti                           |    | Posizione           |
| Stazione   | Giapponese | Interst. | Totale   | Collegamenti                           |    | Posizione           |
| ---------- | ---------- | -------- | -------- | -------------------------------------- | -- | ------------------- |
| Ōami       | 大網       | -        | 0.0      | Linea Sotobō (alcuni diretti per Soga) | v  | Ōamishirasato Sanbu |
| Fukudawara | 福俵       | 3.8      | 3.8      |                                        | ｜ | Tōgane              |
| Tōgane     | 東金       | 2.0      | 5.8      |                                        | ◇  | Tōgane              |
| Gumyō      | 求名       | 3.8      | 9.6      |                                        | ◇  | Tōgane              |
| Narutō     | 成東       | 4.2      | 13.8     | Linea principale Sōbu                  | ^  | Sanmu               |